# Tavey
Tavey – miejscowość i dawna gmina we Francji, w regionie Burgundia-Franche-Comté, w departamencie Górna Saona. W 2016 roku populacja ówczesnej gminy wynosiła 510 mieszkańców. 
Dnia 1 stycznia 2019 roku połączono dwie wcześniejsze gminy: Tavey oraz Héricourt. Siedzibą gminy została miejscowość Héricourt, a nowa gmina przyjęła jej nazwę. 